# Тебиев, Борис Каз-Гиреевич
Бори́с Каз-Гире́евич Те́биев (Борис Константинович; род. 4 июля 1946, Тула, РСФСР) — российский учёный и общественный деятель, специалист в области истории отечественной школы и истории экономической науки в России, писатель, публицист. Доктор педагогических наук, доктор экономических наук, профессор, действительный член РАЕН, президент Международной педагогической академии.

## Биография

### Происхождение
Отец — Каз-Гирей Бадчериевич Тебиев (1912—1984), участник Великой Отечественной войны, инженер-экономист. Родился в Северной Осетии. Мать — Ольга Георгиевна Касюлайтис (1922—2008), техник междугородней телефонной станции. Родилась и всю жизнь прожила в Туле. Её отец, Георгий Андреевич Касюлайтис — член партии большевиков с дореволюционным стажем: был одним из помощников М. В. Фрунзе в период установления Советской власти в Средней Азии. Похоронен в центре Тулы, на Кладбище коммунаров.

### Хроника творческой жизни
- 1963—1964: ученик токаря, токарь на Тульском радиозаводе (ныне — завод «Октава»);
- 1964—1968: студент историко-филологического факультета Тульского государственного педагогического института им. Л. Н. Толстого. Специальность — учитель истории и обществоведения;
- 1966—1968: одновременно с очным обучением в институте работал в Тульском областном краеведческом музее, был первым экскурсоводом на Куликовом поле;
- 1968: директор Фёдоровской восьмилетней школы Чернского района Тульской области;
- 1968—1969: служба в Вооруженных Силах СССР;
- 1970—1972: учитель истории и обществоведения средней школы № 11 Тулы;
- 1972—1976: заведующий сектором информации, заместитель заведующего отделом, заведующий отделом пропаганды и культурно-массовой работы Тульского обкома ВЛКСМ;
- 1976—1978: директор Тульского технического училища на базе оружейного завода;

- 1978—1979: заместитель руководителя агитпоезда ЦК ВЛКСМ «Комсомольская правда» на строительстве БАМ;
- 1979—1980: руководитель агитпоезда ЦК ВЛКСМ «Молодогвардеец» на ударных стройках Западной Сибири, инструктор ЦК ВЛКСМ;
- 1980—1986: ответственный организатор ЦК ВЛКСМ, помощник первого секретаря ЦК ВЛКСМ;
- 1984: защитил кандидатскую диссертацию по проблеме внешкольного образования в общественно-педагогическом движении в России конца XIX — начала XX века[1], кандидат педагогических наук;
- 1986—1987: помощник секретаря ВЦСПС;
- 1987—1991: заведующий кафедрой Высшей комсомольской школы при ЦК ВЛКСМ (ныне — Московский гуманитарный университет);
- 1991—1992: ведущий научный сотрудник, заместитель директора по научной работе НИИ теории и истории педагогики АПН СССР;
- 1992: защитил докторскую диссертацию по истории образования в России конца XIX — начала XX века[2], доктор педагогических наук;
- 1992—1998: ректор Международной педагогической академии;
- 1993: организатор и президент Международной педагогической академии — научно-творческого объединения учёных и педагогов стран СНГ;
- с 1995: действительный член Российской академии естественных наук по секции «Российская энциклопедия»;
- с 1996 по настоящее время: шеф-редактор журнала «Экономика в школе»;
- с 1998: профессор по кафедре социологии и правоведения;
- с 1998 по настоящее время: проректор по научной работе АНО ВПО «Московский региональный социально-экономический институт»;
- с 1998 по 2016 профессор кафедры экономических теорий Российского государственного гуманитарного университета;
- с 2000 по настоящее время: генеральный директор ООО «Издательский дом МПА-Пресс»;
- 2002: защитил докторскую диссертацию, посвящённую экономическому либерализму в России XIX века[3], доктор экономических наук;
- с 2002 по 2014 редактор-издатель журнала «Экономика и право».
- с 2018 по настоящее время редактор-издатель общероссийского журнала «Таврия литературная» (Москва)

## Научная и педагогическая деятельность
Созданная Б. К. Тебиевым теория общественно-педагогического движения как генерирующего фактора развития народного образования положила начало научной школе историков народного образования в России.
У профессора Б. К. Тебиева более 30 учеников и последователей в области педагогики и экономики, кандидатов и докторов наук.
В последние годы собирает и публикует материалы о жизни и деятельности русских ученых-экономистов под общим названием «Пантеон экономических мыслителей России». Среди опубликованных — очерки о М. А. Балугьянском, А. И. Бутовском, И. К. Бабсте, В. П. Безобразове, Н. Х. Бунге, С. Н. Булгакове, Н. С. Мордвинове, П. Б. Струве, М. И. Туган-Барановском.
Как исследователь интересуется историей финансового контроля в России и историей Правительствующего Сената.
Автор более 350 научных работ, в том числе 16 монографий и 5 энциклопедических статей.
По инициативе Б. К. Тебиева был организован ряд негосударственных вузов. Он — автор концепции Института Дружбы народов Кавказа, основанного в 1993 в Ставрополе.

## Журналистская, литературная и издательская деятельность
Со студенческих лет Б. К. Тебиев сочетает научную деятельность с журналистикой и литературной работой. С 1965 публиковал в тульских газетах и в центральных журналах биографические и литературные очерки о знаменитых людях Тульского края. Очерк «Игумен Епифаний» (1968, «Молодой коммунар») в 1980 был перепечатан в Журнале Московской патриархии в числе произведений, посвящённых 600-летию Куликовской битвы. Многие годы Б. К. Тебиев интересуется жизнью и творчеством В. А. Жуковского. В 2003 опубликовал эссе «Уму нужна неутомимость…», в котором Жуковский представлен как социальный мыслитель.
С 1996 занимается издательской деятельностью; организовал два издательства — «Международная педагогическая академия» и «МПА-Пресс». Под руководством Б. К. Тебиева были созданы первые в России экономические журналы для школьников и учителей, в том числе «Школьный экономический журнал». Разработанная Б. К. Тебиевым методология массового экономического образования молодежи легла в основу концепции редактируемого им общероссийского научного и методического журнала «Экономика в школе» — официального органа Министерства образования РФ. С 1996 под научной редакцией Б. К. Тебиева выходит общероссийский журнал «Прикладная психология и психоанализ», посвященной проблемам профилактики антиобщественного поведения подростков и актуальным вопросам психологии. Как и журнал «Экономика в школе», это издание рекомендовано ВАК РФ для публикации основных результатов диссертаций на соискание ученой степени кандидата и доктора наук.
Во второй половине 1990-х — начале 2000-х Б. К. Тебиев выпускал такие издания, как «Русское богатство», «Моё Отечество», «Журнал любителей детектива».
С 2002 под его редакцией выходит также новый общероссийский журнал «Экономика и право», адресованный студентам экономических и юридических специальностей. Б. К. Тебиев — председатель научно-редакционного совета журнала «Вестник экономической интеграции».

## Награды, звания и знаки отличия
- 1974: знак ЦК ВЛКСМ «За активную работу в комсомоле»;
- 1974: член Союза журналистов СССР;
- 1980: знак ЦК ВЛКСМ «За участие в сооружении Байкало-Амурской магистрали»;
- 1985: бронзовая медаль ВДНХ СССР «За достигнутые успехи в развитии народного хозяйства СССР»;
- 1986: орден «Знак Почёта» — за активное участие в подготовке и проведении XII Всемирного фестиваля молодежи и студентов в Москве (1985);
- 1986: знак ЦК ВЛКСМ «Трудовая доблесть»;
- 1997: медаль «В память 850-летия Москвы»;
- 1999: серебряная Пушкинская медаль — за большой вклад в осуществление программ поддержки русской культуры (за исследование «Педагогические идеалы и школа пушкинской эпохи»; журнал «Моё Отечество»);
- 1999: действительный член Нью-Йоркской академии наук;
- 2000: почётный знак РАЕН «Рыцарь науки и искусств»;
- 2001: действительный член Академии проблем безопасности, обороны и правопорядка;
- 2001—2006: член Совета Московского международного фонда содействия ЮНЕСКО;
- 2003: Заслуженный деятель науки Республики Северная Осетия — Алания;
- 2004: член Союза писателей России;
- 2005: член Союза юристов Москвы;
- 2006: орден святого благоверного великого князя Димитрия Донского (Автономная некоммерческая организация «Национальный комитет общественных наград»);
- 2006: медаль Министерства обороны Российской Федерации «За укрепление боевого содружества»;
- 2006: орден РАЕН «За пользу Отечеству» им. В. Н. Татищева;
- 2006: орден «Слава России» Музейно-выставочного центра «История отечественного предпринимательства» при Российской экономической академии им. Г. В. Плеханова — за большой личный вклад в развитие экономической науки, за заслуги в подготовке кадров для отечественной экономики;
- 2007: орден М. Ломоносова Автономной некоммерческой организации «Национальный комитет общественных наград» — за заслуги и большой личный вклад в развитие отечественной науки и образования;
- 2008: почётная грамота генерального прокурора РФ — за активное участие в работе бюллетеня «Президентский контроль»;
- 2010: знак отличия «За заслуги в укреплении сотрудничества со Счетной палатой Российской Федерации»
- 2021 медаль Федерального казначейства РФ «За содействие» (№ 00293);
- 2021 медаль Президиума Государственного совета Республики Крым «За доблестный труд» (№ 1336);
- 2021 Благодарность Главы Республики Крым С. Аксёнова «За добросовестный труд, высокий профессионализм, личный вклад в интеграцию Республики Крым в общероссийское культурное пространство».
- 2023 Отмечен общественной наградой - орденским знаком "За верность ветеранскому движению".
- 2024 Награжден медалью "Преподобного Варлаама Серпуховского" III степени.
- 2024 Награжден медалью "70 лет Московской городской организации Союза писателей России"